# Robert Wise
Pour les articles homonymes, voir Wise.
Robert Wise, né à Winchester (Indiana) le 10 septembre 1914 et mort à Los Angeles le 14 septembre 2005, est un réalisateur, producteur, metteur en scène et monteur américain. En 1961, il coréalise avec le chorégraphe Jerome Robbins le film musical West Side Story, qui remporte dix Oscars. Quatre ans plus tard, il réalise un autre film musical, La Mélodie du bonheur, couronné par cinq Oscars.

## Biographie

### Des débuts dans le montage
À la suite de la crise de 1929 Robert Wise interrompt ses études de journalisme dans l'Indiana et émigre en Californie. Il débute dans l'industrie du cinéma en 1933 en rejoignant la RKO, qui a embauché son frère comme comptable. Lui se retrouve coursier et porte des bobines de film entre les salles de montage et de projection. L'année suivante, il commence un apprentissage dans le bruitage et le montage son pour un film de l'ère Pré-Code du studio, L'Emprise, réalisé par John Cromwell.
En 1939, il est l'un des monteurs les plus réputés de la RKO. Il travaille sur Quasimodo de William Dieterle, sixième adaptation du roman Notre-Dame de Paris avec Charles Laughton et Maureen O'Hara. Orson Welles fait ensuite appel à lui à deux reprises, tout d'abord pour Citizen Kane (1941) — qui lui vaut une nomination à l'Oscar du meilleur montage —, puis pour La Splendeur des Amberson (1942).

### Passage à la réalisation
Wise passe à la réalisation en 1943, lorsque la RKO lui demande de remplacer Gunther von Fritsch sur le tournage d'un film fantastique, La Malédiction des hommes-chats, qui a pris du retard. Suivent plusieurs films de série B qui lui permettent de se démarquer, comme Le Récupérateur de cadavres (1945), un film d'horreur avec Boris Karloff, et le film noir Né pour tuer (1947). Il signe Nous avons gagné ce soir en 1949, un film sur la boxe pour lequel il obtient le prix de la FIPRESCI au Festival de Cannes. C'est aussi un des premiers films dont l'action se déroule en temps réel.
En 1951, il réalise Le Jour où la Terre s'arrêta, un film de science-fiction sur la prolifération des armes nucléaires souvent considéré comme la première œuvre d'envergure du genre dans le cinéma américain. En 1956, il met en scène un film épique, Hélène de Troie — dans lequel Brigitte Bardot tient son premier rôle hors de France —, et un western, La Loi de la prairie. En 1958, il réalise un film de guerre, L'Odyssée du sous-marin Nerka, et Je veux vivre ! qui raconte l'histoire de Barbara Graham, première femme à avoir été exécutée aux États-Unis. Ce réquisitoire contre la peine de mort lui permet d'être nommé à l'Oscar du meilleur réalisateur.

### Quinze Oscars en quatre ans
En 1961, Wise produit et coréalise West Side Story avec le chorégraphe Jerome Robbins. C'est la première adaptation de la comédie musicale à succès de même nom créée par Leonard Bernstein, Arthur Laurents et Stephen Sondheim. Ce long-métrage ressuscite le film musical hollywoodien, genre considéré en déclin depuis Les Girls de George Cukor en 1957. Triomphe international, West Side Story obtient dix Oscars dont ceux du meilleur film et du meilleur réalisateur. Le cinéaste met ensuite en scène La Maison du diable (1963), devenu un classique du cinéma d'épouvante, servi par une mise en scène magistrale avec très peu d'effets spéciaux. En 1965, il obtient un nouveau succès mondial grâce à un autre film musical, La Mélodie du bonheur, adapté cette fois du livre autobiographique de la chanteuse autrichienne Maria Augusta Trapp. Le film surpasse Autant en emporte le vent (1939) en nombre d'entrées, ce qui ne s'est encore jamais vu à l'époque, et obtient cinq Oscars dont ceux du meilleur film et du meilleur réalisateur.
La Mélodie du bonheur est un film de transition pour Wise, désireux d'apaiser la 20th Century Fox qui s'inquiétait du temps pris par la préproduction de La Canonnière du Yang-Tsé (1966), long-métrage se déroulant en 1926 pendant la guerre civile chinoise. Anticolonialiste, le film met en vedette Steve McQueen, Richard Attenborough et Candice Bergen avec un tournage à Taïwan et Hong Kong, en pleine guerre du Viêt Nam. Voulu comme une parabole sur ce conflit, le film est acclamé par la critique. Steve McQueen reçoit son unique nomination aux Oscars pour sa performance dans le film.

### Une carrière de 57 ans
Étalée sur 57 ans, la carrière du réalisateur est éclectique : films catastrophe, histoires d'amour, drames, westerns, films policiers, films de guerre, films musicaux, films fantastiques et films de science-fiction. Au total, 40 longs-métrages qui ont marqué à des degrés divers l'histoire du cinéma. Même au crépuscule de sa carrière, le réalisateur s'implique dans la production de films sur DVD, allant jusqu'à apparaître publiquement pour les promouvoir.
Wise a personnellement obtenu quatre Oscars : deux en 1962 pour West Side Story et deux en 1966 pour La Mélodie du bonheur, chaque fois pour le meilleur film et le meilleur réalisateur. En 1967, il reçoit l'Irving G. Thalberg Memorial Award, un prix décerné par l'Académie des arts et des sciences du cinéma pour récompenser sa carrière de producteur. Il présidera ensuite cette académie de 1985 à 1988, succédant au directeur artistique Gene Allen.
Wise meurt le 14 septembre 2005 d'une crise cardiaque à l'UCLA Medical Center de Los Angeles. Après des funérailles célébrées en l’église de l'Immaculée Conception de Lock Haven, ses cendres sont remises à sa famille et ses amis.

## Filmographie

### Monteur
- 1939 : Mademoiselle et son bébé (Bachelor Mother) de Garson Kanin
- 1939 : Un ange en tournée (5th Avenue Girl) de Gregory La Cava
- 1939 : Quasimodo (The Hunchback of Notre Dame) de William Dieterle
- 1940 : Mon épouse favorite (My Favorite Wife) de Garson Kanin
- 1940 : Chantez, dansez, mes belles ! (Dance, Girl, Dance) de Dorothy Arzner
- 1941 : Citizen Kane d'Orson Welles
- 1941 : Tous les biens de la terre (The Devil and Daniel Webster ou All That Money Can Buy) de William Dieterle
- 1942 : La Splendeur des Amberson (The Magnificent Ambersons) d'Orson Welles
- 1942 : Sept Jours de perm (Seven Days' Leave) de Tim Whelan
- 1943 : Bombardier de Richard Wallace
- 1943 : Nid d'espions (The Fallen Sparrow) de Richard Wallace
- 1943 : The Iron Major (en) de Ray Enright

### Réalisateur

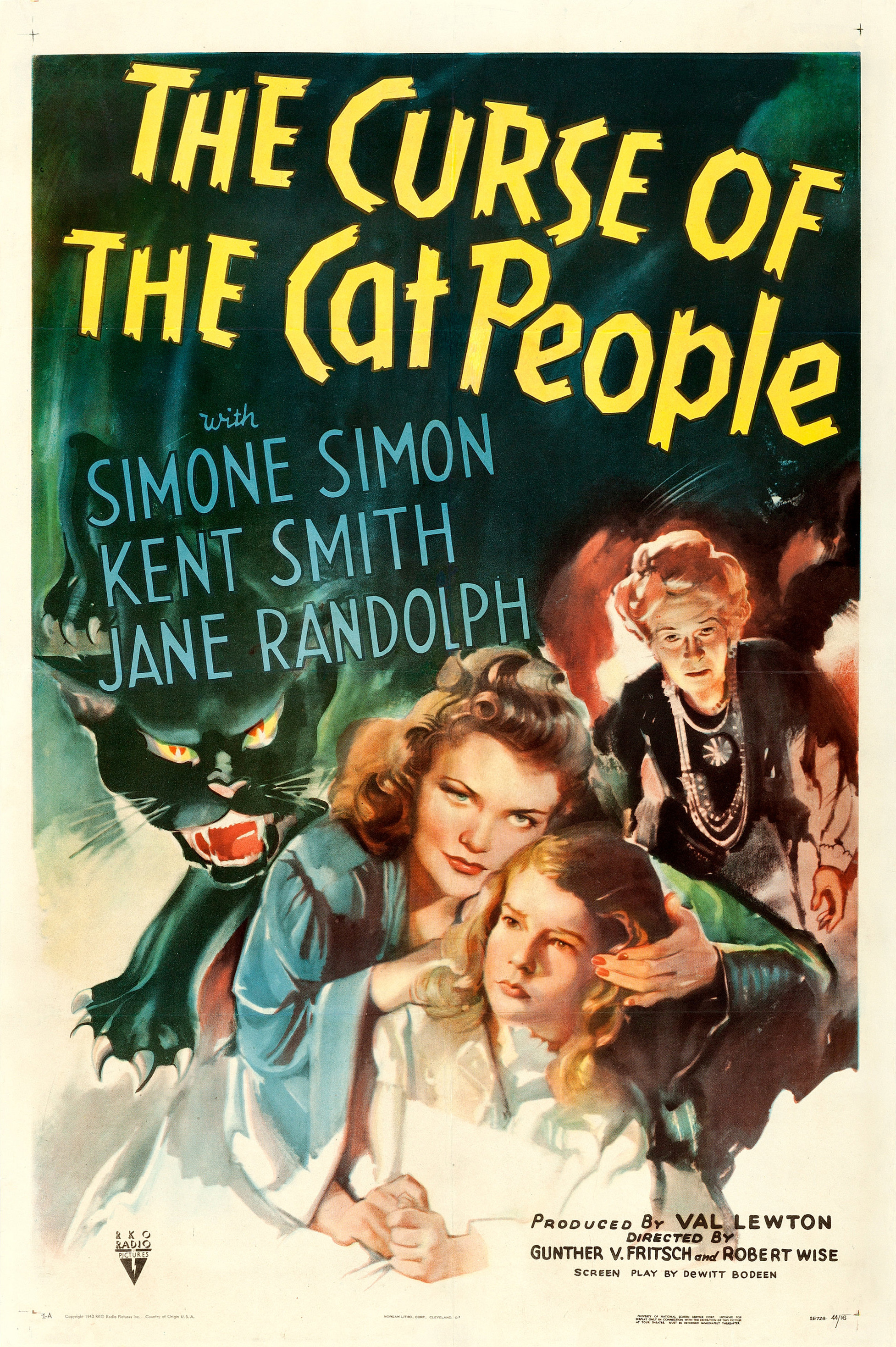
Affiche de La Malédiction des hommes-chats (1943).

#### Années 1940
- 1943 : La Malédiction des hommes-chats (The Curse of the Cat People)
- 1944 : Mademoiselle Fifi
- 1945 : Le Récupérateur de cadavres (The Body Snatcher)
- 1945 : Un jeu de mort (A Game of Death)
- 1946 : Cour criminelle (Criminal Court)
- 1947 : Né pour tuer (Born to Kill)
- 1948 : Mystère au Mexique (Mystery in Mexico)
- 1948 : Ciel rouge (Blood on the Moon)
- 1949 : Nous avons gagné ce soir (The Set-Up)

#### Années 1950
- 1950 : Secrets de femmes ou Les Trois Secrets (Three Secrets)
- 1950 : Les Rebelles de Fort Thorn (Two Flags West)
- 1951 : La Maison sur la colline (House on Telegraph Hill)
- 1951 : Le Jour où la Terre s'arrêta (The Day the Earth Stood Still)
- 1952 : La Ville captive (The Captive City)
- 1952 : Something for the Birds
- 1953 : Les Rats du désert (The Desert Rats)
- 1953 : Destination Gobi

- 1953 : Mon grand (So Big)

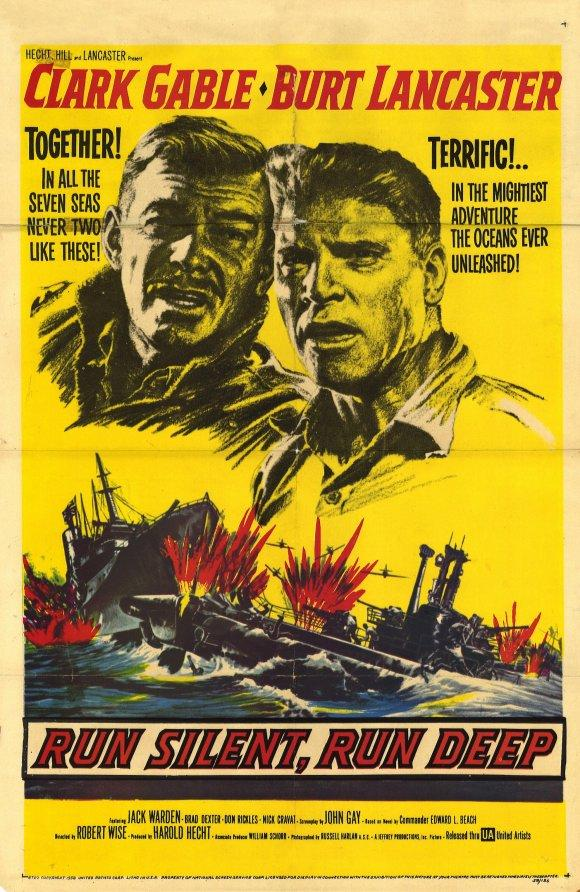
Affiche de L'Odyssée du sous-marin Nerka (1958).

- 1954 : La Tour des ambitieux (Executive Suite)
- 1956 : Hélène de Troie (Helen of Troy)
- 1956 : La Loi de la prairie (Tribute to a Bad Man)
- 1956 : Marqué par la haine (Somebody Up There Likes Me)
- 1957 : Cette nuit ou jamais (This Could Be the Night)
- 1957 : Femmes coupables (Until They Sail)
- 1958 : L'Odyssée du sous-marin Nerka (Run Silent, Run Deep)
- 1958 : Je veux vivre ! (I Want to Live!)
- 1959 : Le Coup de l'escalier (Odds Against Tomorrow)

#### Années 1960
- 1961 : West Side Story
- 1962 : Deux sur la balançoire (Two for the Seesaw)
- 1963 : La Maison du diable (The Haunting)
- 1965 : La Mélodie du bonheur (The Sound of Music)
- 1966 : La Canonnière du Yang-Tsé (The Sand Pebbles)
- 1968 : Star!

#### Années 1970
- 1971 : Le Mystère Andromède (The Andromeda Strain)
- 1973 : Brève Rencontre à Paris (Two People)
- 1975 : L'Odyssée du Hindenburg (The Hindenburg)
- 1977 : Audrey Rose
- 1979 : Star Trek, le film (Star Trek: The Motion Picture)

#### Années 1980
- 1989 : East Side Story (Rooftops)

#### Années 2000
- 2000 : Une rencontre pour la vie (A Storm in Summer) (téléfilm)

## Distinctions
- 1949 : Prix de la FIPRESCI au Festival de Cannes pour Nous avons gagné ce soir[15]
- 1962 : Oscar du meilleur film et Oscar du meilleur réalisateur pour West Side Story
- 1966 : Oscar du meilleur film et Oscar du meilleur réalisateur pour La Mélodie du bonheur
- 1967 : Irving G. Thalberg Memorial Award pour sa carrière de producteur